# مقبرة حديقة قرية ويستوود ميموريال

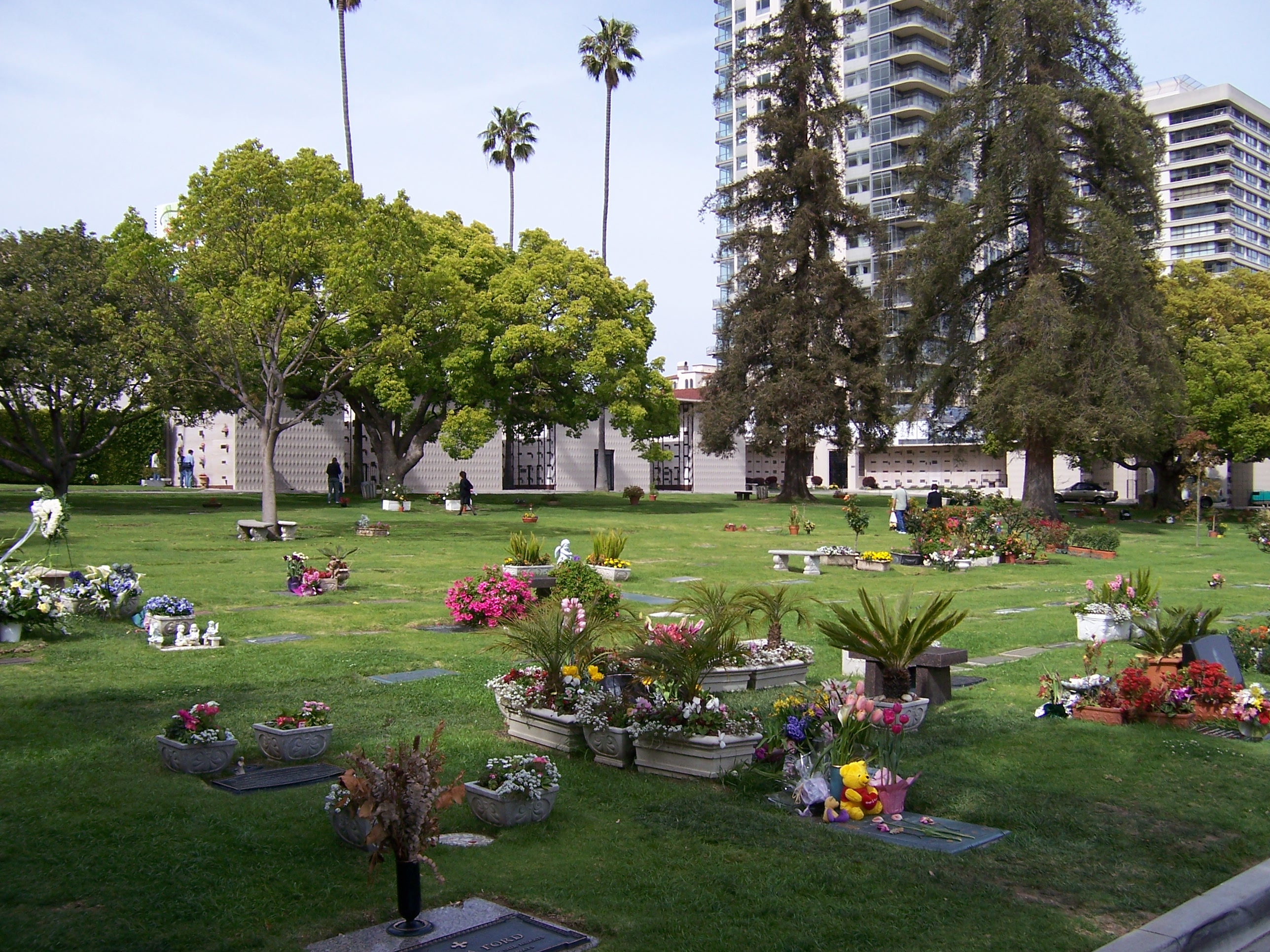
مقبرة حديقة قرية ويستوود ميموريال من الداخل

مقبرة حديقة قرية ويستوود ميموريال أو مقبرة ويستوود (بالإنجليزية: Westwood Village Memorial Park Cemetery)، هي مقبرة أمريكية يدفن فيها الأموات، أسست سنة 1905م، وتقع مقرها في مدينة وست وود بولاية كاليفورنيا الأمريكية.

## أعلام
- ويل ديورانت
- فرانك زابا
- كيرك دوغلاس
- راي برادبري
- ترومان كابوتي
- مارلين مونرو
- هيثر أورورك